# 1817
1817 (MDCCCXVII) година е обикновена година, започваща в сряда според Григорианския календар.

## Събития
- 4 март – Джеймс Монро става петият президент на САЩ.
- 4 юли – Започва конструкцията на Каналът Ери в САЩ, който да свързва езерото Ери с река Хъдсън.
- 15 август – Със закон на Конгреса на САЩ е създадена територията Алабама като територията Мисисипи е разделена на две, четири месеца преди Мисисипи да стане щат.
- 9 октомври – Университетът в Гент, Белгия отваря врати.
- 10 декември – Мисисипи е анексиран като 20-ти щат на САЩ, а преди е бил Територия Мисисипи.
- Шведският химик и минералог Йохан Арведсон открива лития.
- Епидемия от тиф възниква в Единбург и Глазгоу.

## Родени
- Гаврил Кръстевич, български общественик († 1898 г.)
- Наум Миладинов, български музиковед († 1897 г.)
- 24 февруари – Огюст-Александър Дюкро, френски генерал († 1882 г.)
- 21 май – Херман Лотце, германски философ († 1881 г.)
- 31 май – Георг Хервег, германски поет († 1875 г.)
- 3 юни – Клементина Бурбон-Орлеанска, сакскобургготска принцеса († 1907 г.)
- 12 юли – Хенри Дейвид Торо, американски писател († 1862 г.)
- 29 юли – Иван Айвазовски, арменски художник († 1900 г.)
- 5 септември – Алексей Константинович Толстой, руски писател († 1875 г.)
- 6 септември – Михаил Когълничану, румънски държавник († 1891 г.)
- 14 септември – Теодор Щорм, германски писател († 1888 г.)
- 30 ноември – Теодор Момзен, германски историк († 1903 г.)

## Починали
- Накшидил валиде султан, валиде султан (р. 1766 г.)
- 11 януари – Тимъти Дуайт, американски поет (р. 1752 г.)
- 10 февруари – Карл Теодор фон Далберг, германски епископ и държавник (р. 1744 г.)
- 4 април – Андре Масена, френски маршал (р. 1758 г.)
- 12 април – Шарл Месие, френски астроном (р. 1730 г.)
- 14 юли – Ана Стал, френска писателка (р. 1766 г.)
- 14 юли – Карагеорги Петрович, сръбски революционер (р. 1762 г.)
- 18 август – Джейн Остин, английска писателка (р. 1755 г.)
- 14 октомври – Фьодор Ушаков, руски адмирал (р. 1744 г.)
- 15 октомври – Йохан Лудвиг Буркхард, швейцарски изследовател (р. 1784 г.)
- 15 октомври – Тадеуш Косцюшко, полски национален герой (р. 1746 г.)
- 26 октомври – Николаус Йозеф фон Жакен, холандски учен (р. 1727 г.)

Вижте също:
- календара за тази година